# Samsung Galaxy A02
Samsung Galaxy A02 - бюджетный Android - смартфон производства Samsung Electronics в рамках серии A. Телефон был анонсирован и выпущен в январе 2021 года. Он оснащен 6,5-дюймовым 720p сенсорным дисплеем, двойной камерой и поставляется с One UI 2.5 на Android 10. Он имеет некоторые общие черты с аналогичным устройством, выпущенным Samsung, Samsung Galaxy M02..

## Спецификации

### Оборудование
Samsung Galaxy A02 оснащен 6,5-дюймовым PLS TFT емкостным сенсорный экран с разрешением 720 x 1600 (~270 ppi). Сам телефон имеет размеры 164 x 75,9 x 9,1 мм (6,46 x 2,99 x 0,36 дюйма) и весит 206 грамм (7,27 унции), немного тяжелее другого телефона в линейке A02 - Galaxy A02s. Задняя панель и рамка A02 - из пластика. Устройство работает на базе процессора MediaTek, MT6739W (28 нм) SoC с четырехъядерным 1,5 ГГц Cortex-A53 CPU и PowerVR GE8100 GPU. Телефон может иметь 32 или 64 ГБ внутренней памяти, а также 2 или 3 ГБ RAM. Внутреннюю память можно расширить с помощью карты Micro SD объемом до 512 Гб. Телефон также оснащен 3,5-мм разъем для наушников. Он оснащен несъемным аккумулятором емкостью 5000 мАч литий-ионный аккумулятор.

#### Камера
Samsung Galaxy A02 оснащен двойной камерой, расположенной вертикально на левой стороне задней панели телефона вместе со вспышкой. Основная камера представляет собой 13МП широкоугольный объектив, а вторая - 2МП датчик глубины. Основная камера может записывать видео со скоростью 1080p @ 30fps. Одиночная фронтальная камера 5MP находится в вырезе.

### Программное обеспечение
Samsung Galaxy A02 поставляется с One UI Core 2.5 на Android 10, с возможностью обновления до One UI Core 3.1 на Android 11..